# 7,62 (калібр)
7,62 мм — популярний середній калібр стрілецької зброї, який дорівнює 0,3 дюйма або 3 лініям (виміряний по полях, тобто за проміжками між нарізами), і прийнятий у багатьох країнах світу. У США даний калібр називають тридцятим (0,30 дюйма; .30), у Росії, за традицією — трилінійним (перша офіційна назва гвинтівки Мосіна — трилінійна гвинтівка зразка 1891 року).
Через відмінності у прийнятій глибині нарізів у країнах блоку НАТО і у СРСР/Росії відрізняються і реальні калібри куль: 7,62 мм і 7,91 мм відповідно.

## Пістолетні набої
- 7,62×25 мм ТТ
- 7,62×38 мм Наган

## Проміжні набої
- 7,62×39 мм

## Гвинтівкові набої
- 7,62×51 мм НАТО
- 7,62×53 мм R
- 7,62×54 мм R
- 7,62×63 мм
- 7,62×67 мм

### Різне
- 7.62 (гра) — комп'ютерна гра.
- 76,2 (калібр)
- 5,45 мм